# Route des Grandes Alpes

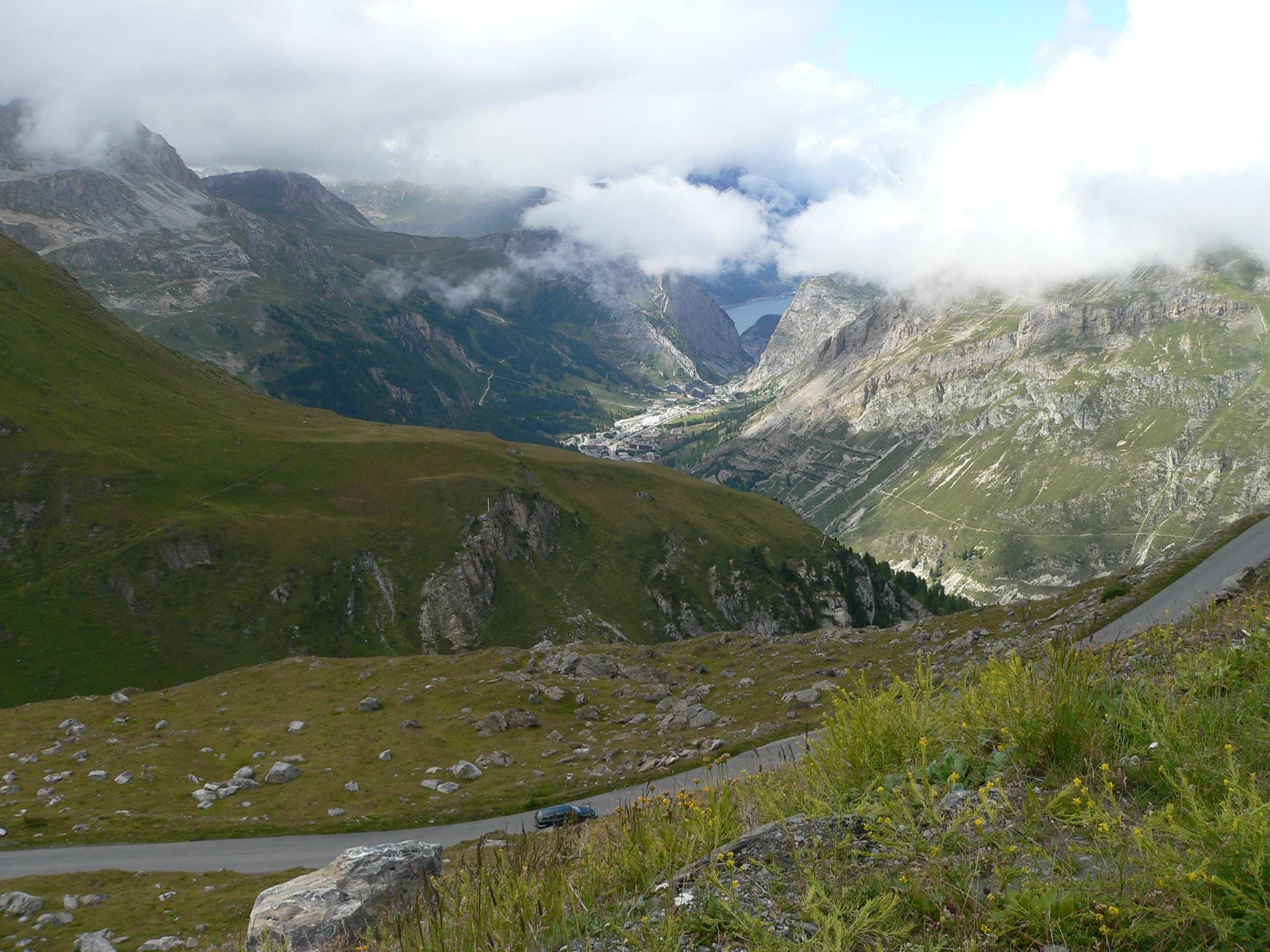
Teilstück der Route des Grandes Alpes bei Val d’Isère

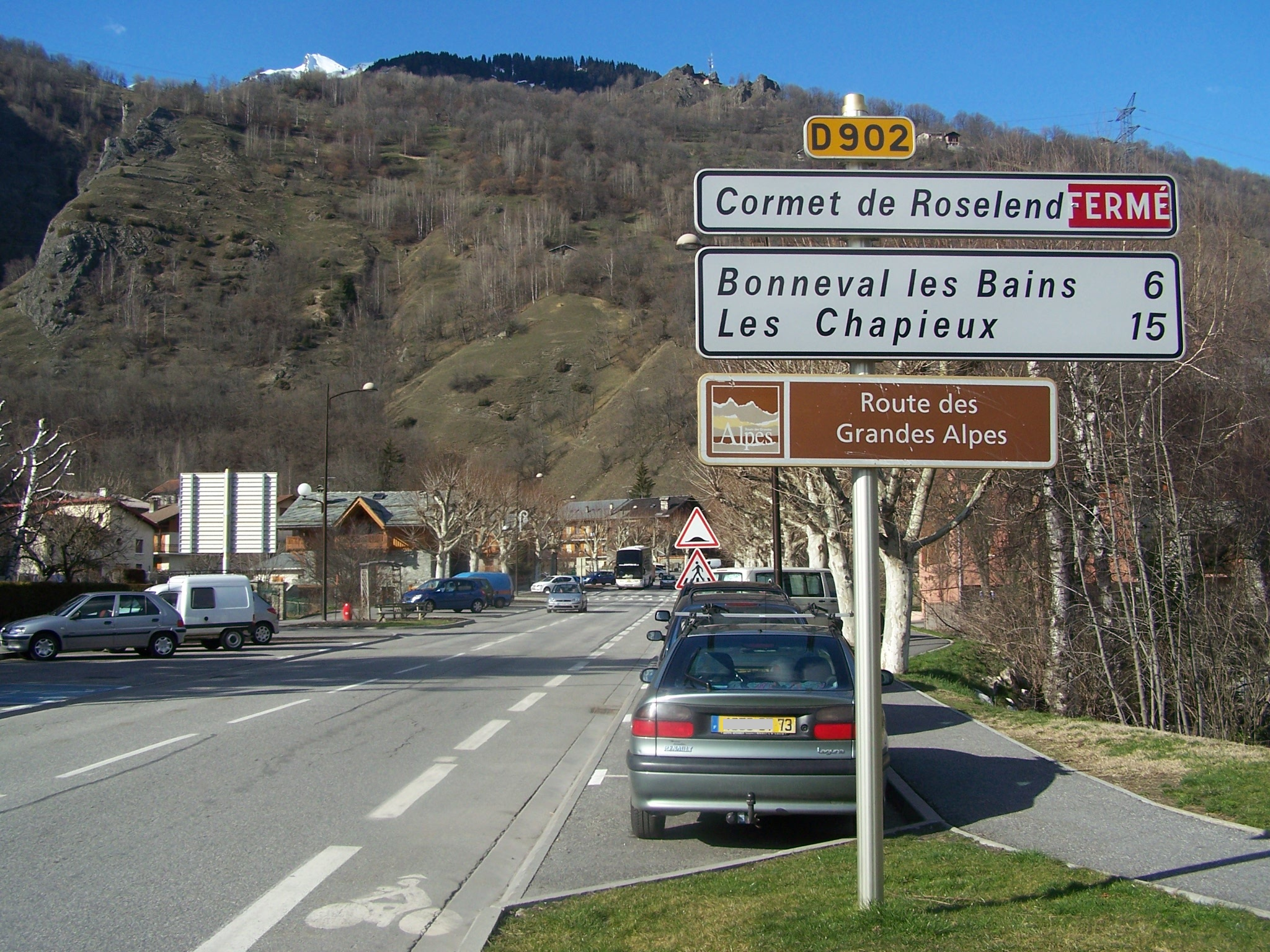
Route des Grandes Alpes, Hinweisschild in Bourg-Saint-Maurice in Richtung Cormet de Roselend

Die Route des Grandes Alpes ist eine der berühmten Routen durch die gesamten französischen Alpen zum Mittelmeer.

## Verlauf
Der Verlauf der Route ist (teils etwas spärlich) ausgeschildert und in vielen Straßenkarten eingezeichnet. Die Route des Grandes Alpes ist durchgängig von Juni bis zum 15. Oktober befahrbar.
Sie führt von Thonon-les-Bains am Genfersee nach Menton an der Côte d’Azur und überquert 16 Alpenpässe (6 davon über 2000 m), darunter den Col de l’Iseran, den mit 2764 m höchsten Straßenpass der Alpen. Die Route überwindet auf rund 700 Kilometer Länge einen Höhenunterschied von insgesamt 15.700 Metern. Die 1913 für die ersten fünf Teiletappen eröffnete Strecke setzt sich heute aus 600 Kilometer Departementsstraßen und 68 Kilometer Nationalstraßen zusammen. Mehrere Teilstücke bilden Etappen der Tour de France.

### Passhöhen
Folgende Passhöhen werden im Verlauf der Route des Grandes Alpes erreicht:
- Col des Gets (1163 m)
- Col de la Colombière (1613 m)
- Col des Aravis (1487 m)
- Col des Saisies (1650 m)
- Cormet de Roselend (1967 m)
- Col de l’Iseran (2764 m)
- Col du Télégraphe (1566 m)
- Col du Galibier (2645 m)
- Col du Lautaret (2058 m)
- Col d’Izoard (2360 m)
- Col de Vars (2109 m)
- Col de la Cayolle (2326 m)
- Col de Valberg (1673 m)
- Col de la Couillole (1678 m)
- Col Saint Martin (1500 m)
- Col de Turini (1607 m)
- Col de Castillon (706 m)

Die Angaben über die Anzahl der Pässe an der Route des Grandes Alpes schwankt je nach Zählweise, da zum Beispiel die Südrampe des Col du Galibier an der Passhöhe des Col du Lautaret endet, vom Col du Lautaret selbst aber nur eine der beiden Rampen, die Ostrampe befahren wird. Auch wird bei Routenbeschreibungen häufig nur eine Auswahl der Pässe angegeben, der Col de Valberg wird zum Beispiel selbst auf der offiziellen Homepage nicht erwähnt.

## Sehenswürdigkeiten entlang der Route
In Sichtweite der Route befinden sich eine Reihe von ehemaligen Militäranlagen, die zwischen dem 17. (Vauban) und 20. Jahrhundert (Maginot-Linie) erbaut wurden. Eine Auswahl: Ouvrage de la Platte (Fort 2000), Barrière de l’Esseillon, Briançon, Redoute de Berwick, Fort de Tournoux, Petit ouvrage de Fressinea und Ouvrage du Castillon.